# Носуха амазонська
Носуха амазонська, або носуха руда (Nasua nasua) — вид роду Носуха родини ракунових, гнучка і всеїдна істота середніх розмірів, що мешкає в тропічних лісах Південної Америки. Має дуже добре розвинений ніс, який може повертатися на 45° і, отже, досліджувати оточення. Не тільки нюх, але й інші чуття в Nasua nasua дуже добре розвинені, наприклад, чуття рівноваги, яке підтримується за допомогою хвоста.

## Поширення і середовище існування
Країни проживання: Аргентина, Болівія, Бразилія, Колумбія, Еквадор, Французька Гвіана, Гаяна, Парагвай, Перу, Суринам, Уругвай, Венесуела.
В Європейському Союзі включено до списку чужорідних інвазійних видів.
Населяє листяні і вічнозелені тропічні ліси, річкові галерейні ліси, чако, серрадо і сухі чагарникові ліси. Вона трапляється в широкому висотному діапазоні, до 2500 м над рівнем моря в Андах.

## Морфологія
Морфометрія. Довжина голови і тіла: 470–580 мм, довжина хвоста: 420–550 мм, довжина задньої ступні: 84-100 мм, довжина вуха: 38-45 мм, вага: від 3,0 до 7,2 кг.
Опис. Голова вузька. Писок довгий, рухливий і загострений. Ніс піднятий дещо вгору. Вуха короткі, округлі і покриті волоссям. Хутро густе. Верх від темно-коричневого до темно-червонувато-коричневого кольору, здається блискучим. Писок коричневий або сірий, але не білий. Підборіддя і горло білуваті. Вуха темно-коричневого кольору зі світлішими краями. Черевна ділянка від блідо-жовтого до інтенсивно-жовтого кольору. Хвіст довгий, сягає 75% від довжини голови і тіла, густо опушений і з коричневим кінчиком. Хвіст розділений різноколірними кільцями, які в окремих особин не дуже очевидні. Лапи темно-коричневого кольору, на передніх — кігті досить довгі й жорсткі, а на задніх — кігті маленькі, зігнуті і міцні.
Зубна формула: I 3/3, C 1/1, P 4/4, M 2/2 = 40 зубів.

## Спосіб життя
Денний і всеїдний вид, їсть переважно безхребетних і фрукти. Живиться зазвичай на землі, хвіст задирає вертикально і користується ним як засобом взаємної сигналізації. Соціальна структура: дорослі самці, як правило, поодинокі, самиці з їхнім потомством живуть у групах до 30 осіб. Вагітність триває 77 днів, навесні або влітку самиці народжують по 2 - 6 дитинчат.

## Підвиди
Виділяють 13 підвидів носухи звичайної (Nasua nasua):
- N. nasua nasua
- N. nasua aricana
- N. nasua boliviensis
- N. nasua candace
- N. nasua cinerascens
- N. nasua dorsalis
- N. nasua manium
- N. nasua molaris
- N. nasua montana
- N. nasua quichua
- N. nasua solitaria — занесена в Додаток III CITES в Уругваї
- N. nasua spadicea
- N. nasua vittata

## Галерея

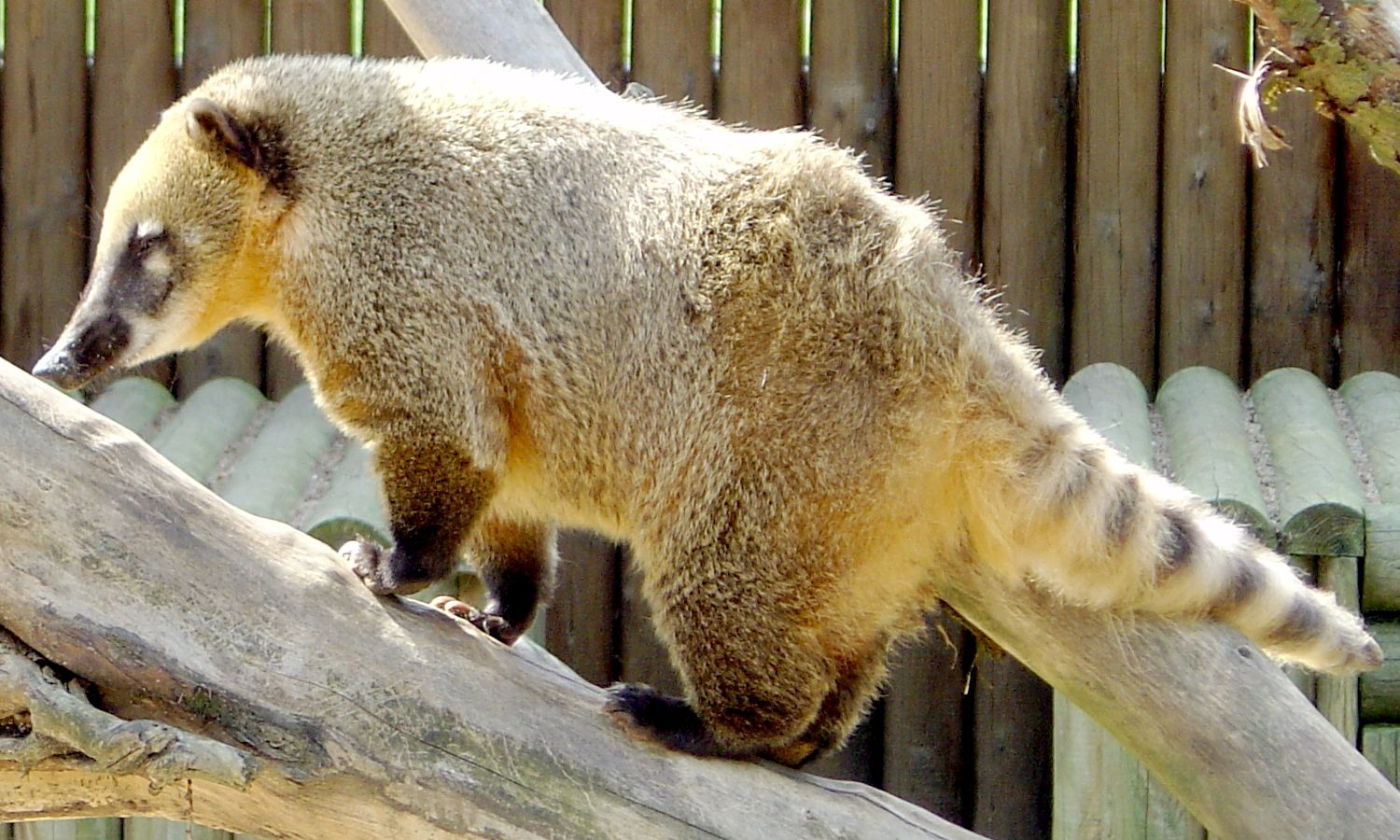
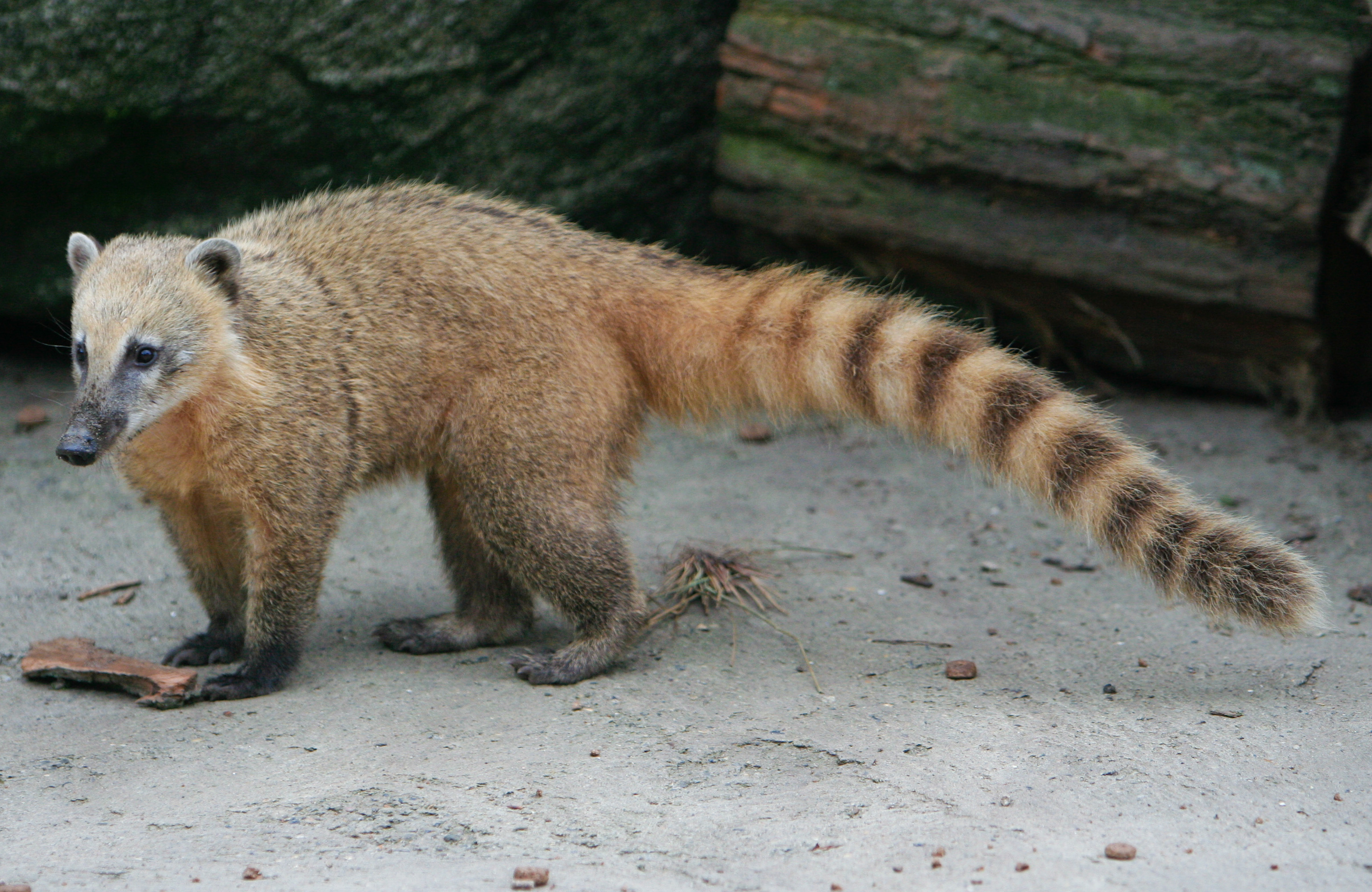
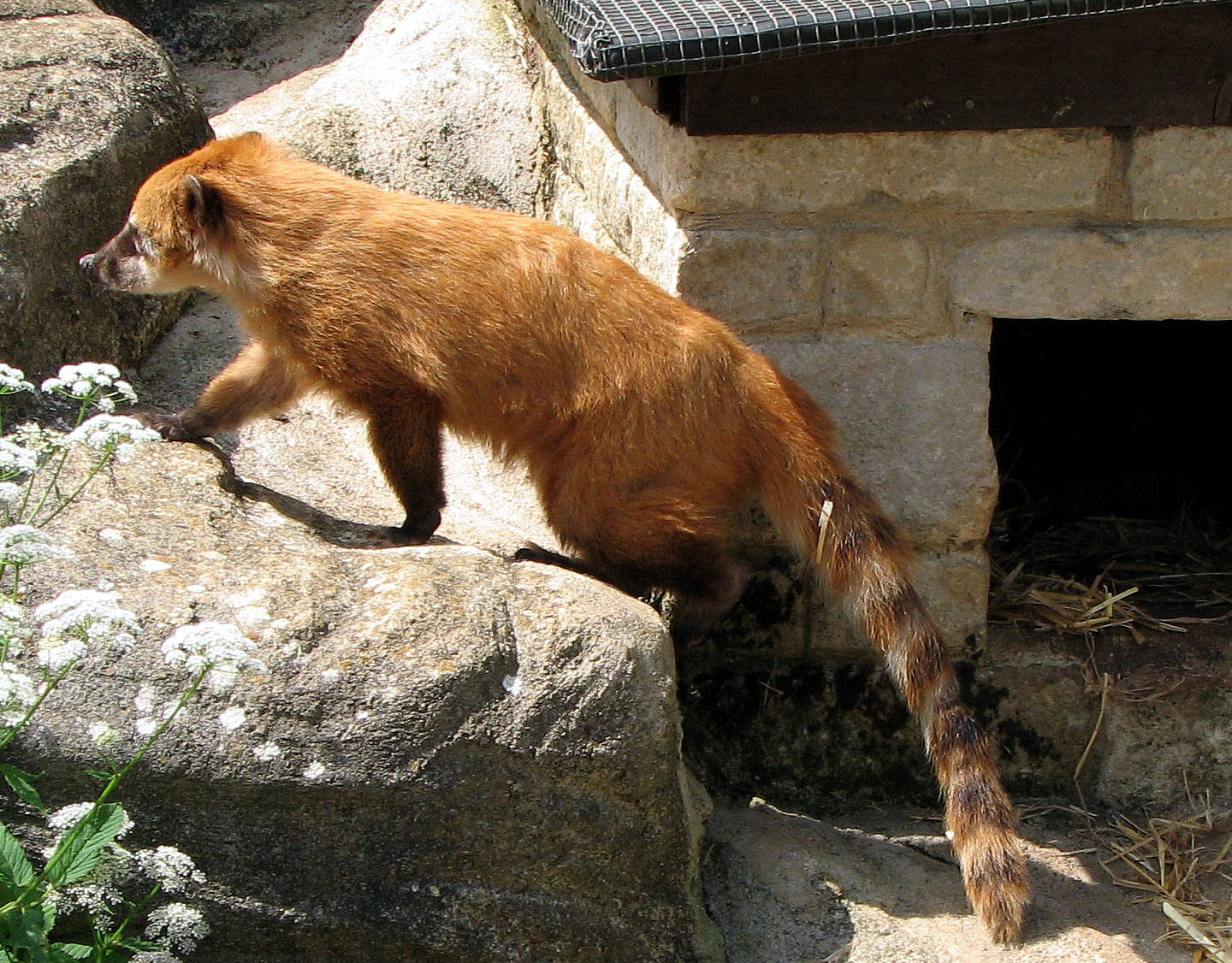
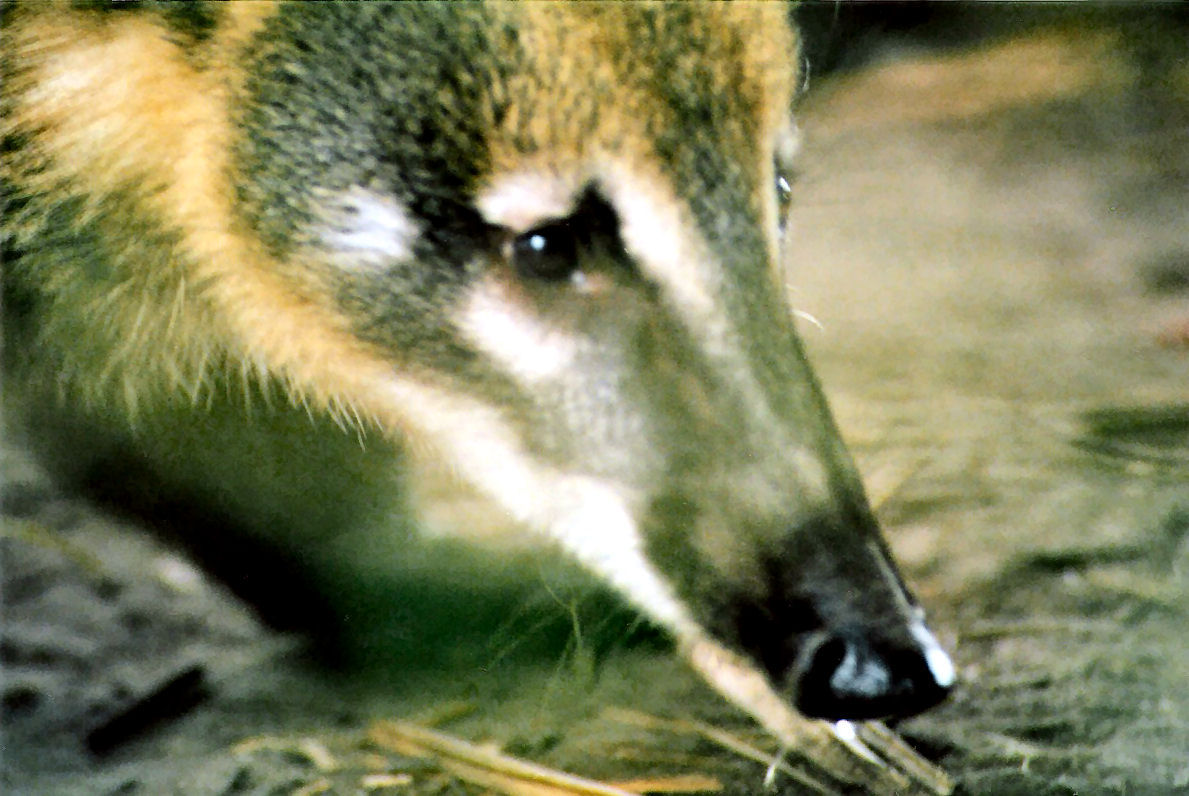
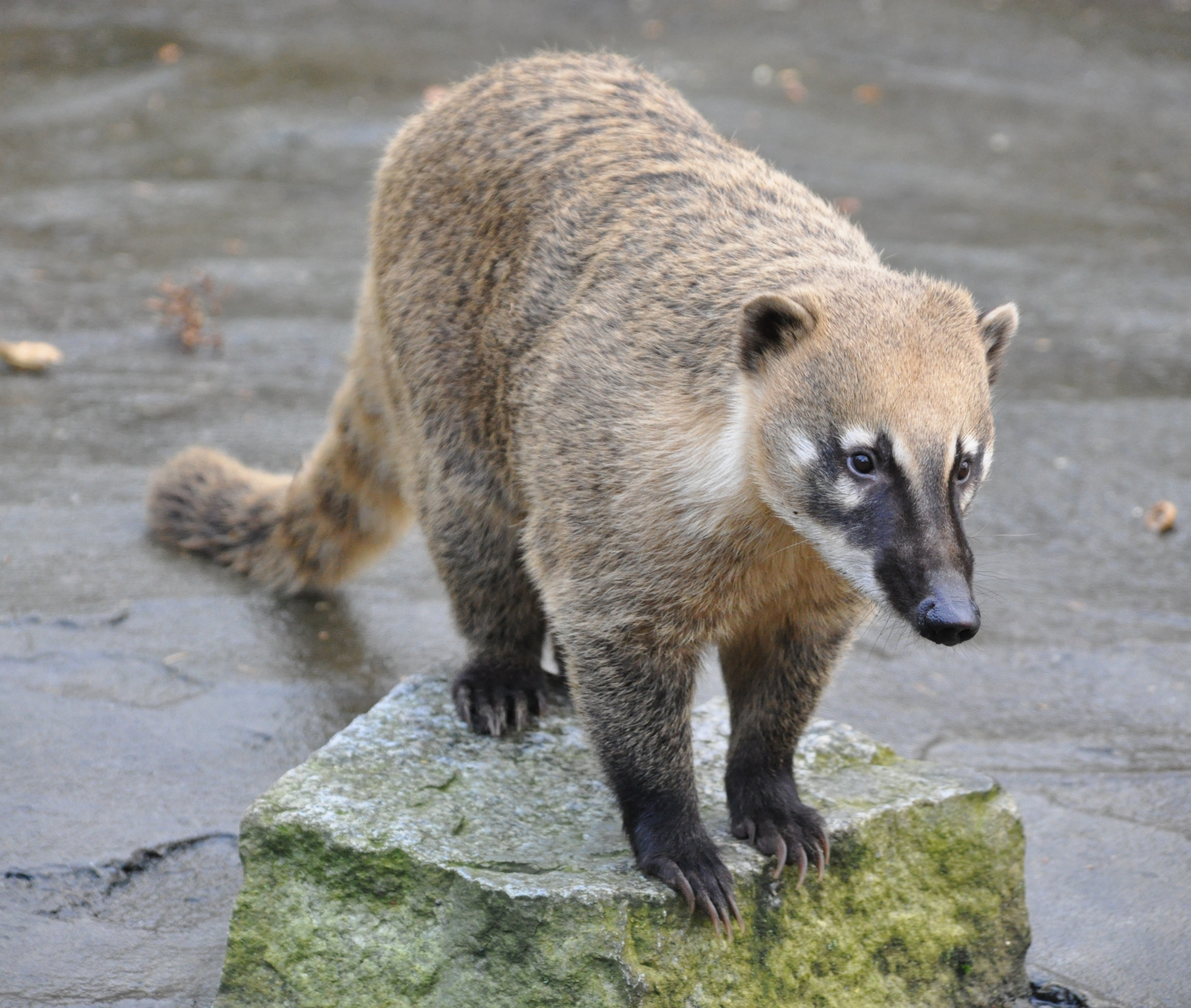
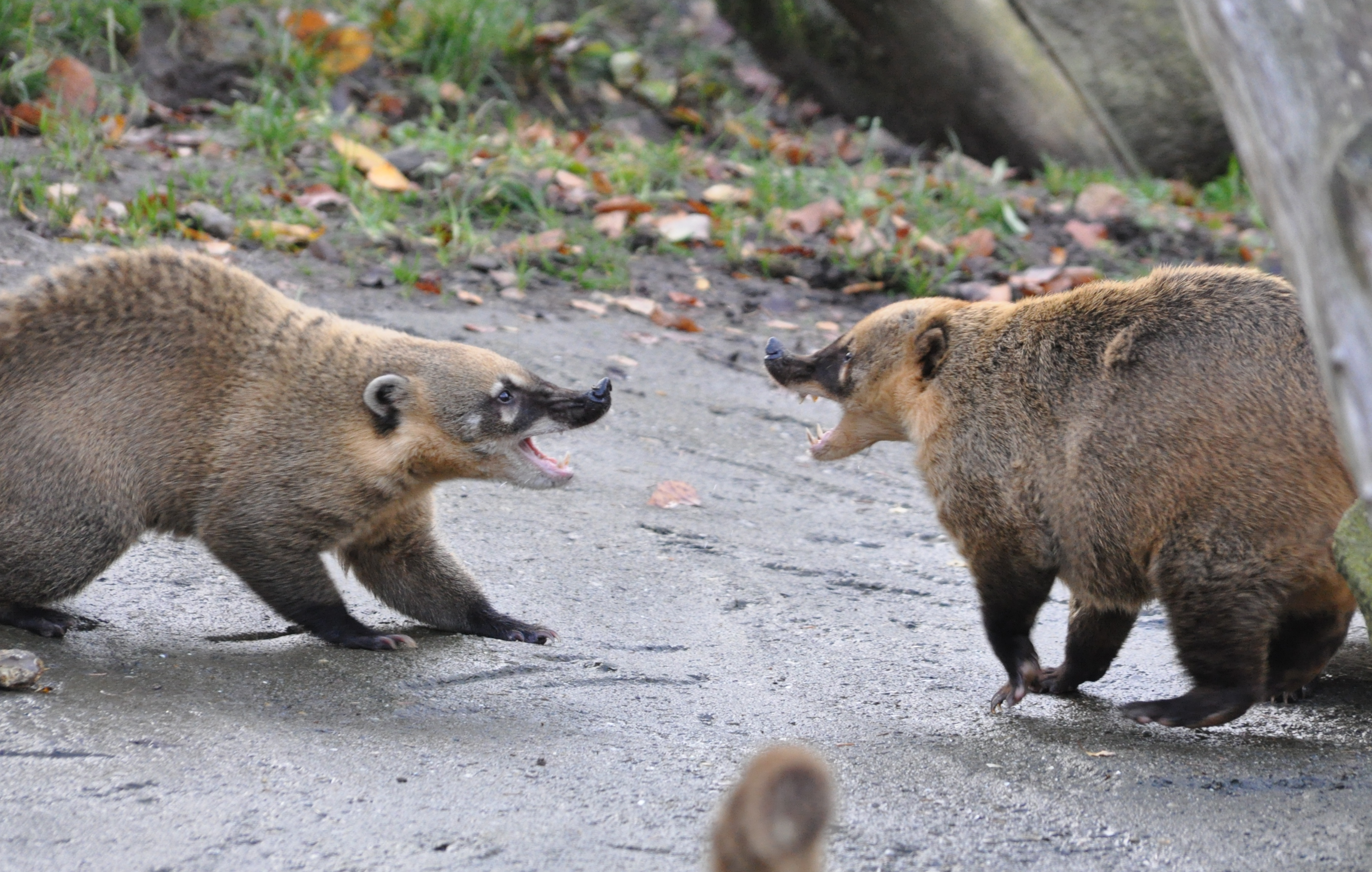
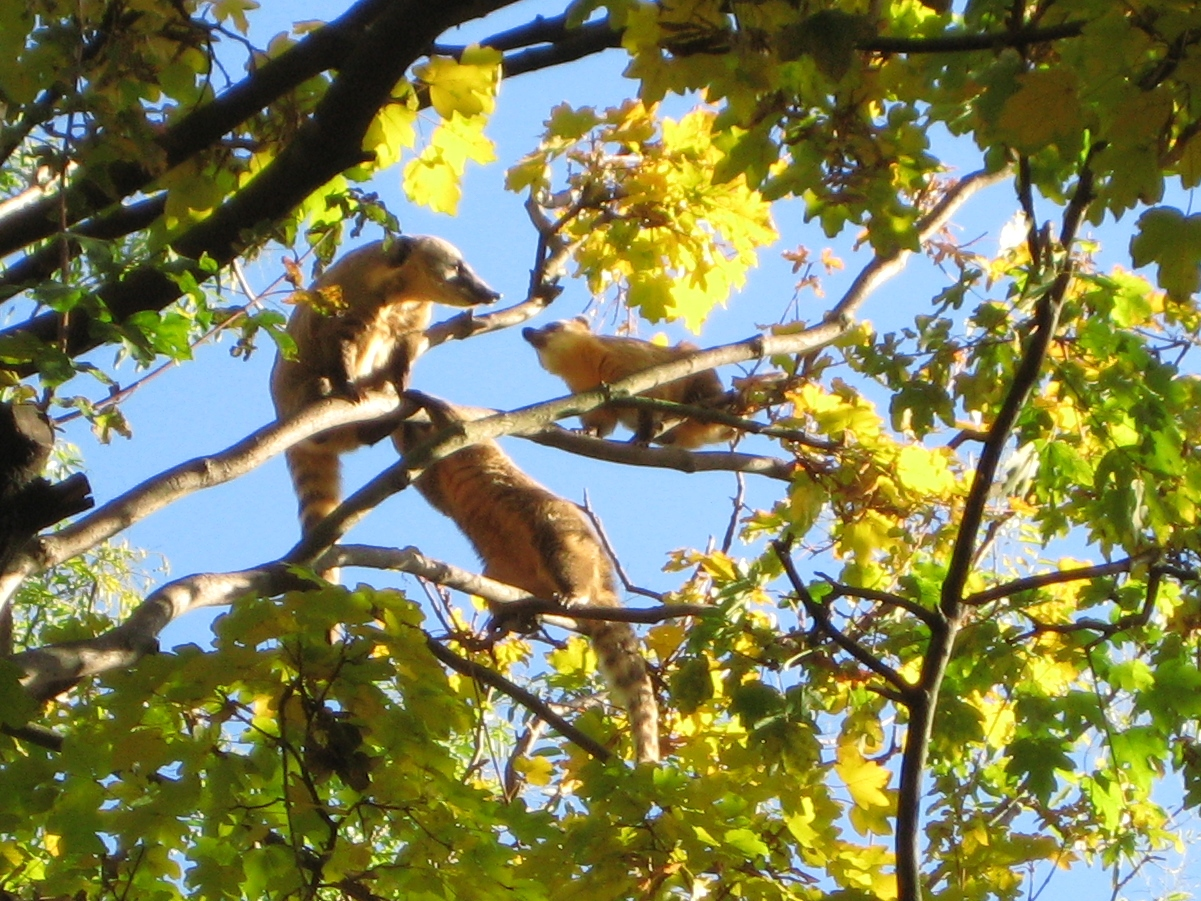